# Magyar úszók listája
A magyar úszók listája azokat az úszókat tartalmazza, akik magyar csapat tagjaként a sportágban jelentős eredményeket értek el. A listán azok az úszók szerepelnek, akik magyar csapat tagjaként akár egyéni, akár váltó versenyszámban
- legalább egy újkori nyári olimpián részt vettek, vagy
- nagy nemzetközi úszóversenyen[1] legalább egy versenyszámban az első hat között végeztek, vagy
- világ-, Európa-, vagy magyar csúcsot úsztak, vagy
- legalább egy magyar bajnoki címet szereztek.

A listán szerepelhetnek azok a magyar úszók is, akik a felsorolt feltételek egyikének sem felelnek meg, de úszóként úttörő szerepet játszottak a sportág magyarországi elterjesztésében, illetve ha aktív úszó pályafutásuk után edzőként, vagy sportvezetőként jelentős hatást gyakoroltak a sportág magyarországi fejlődésére.
| Ábécé szerinti tartalomjegyzék                                                                           |
| --- |
| A, Á B C Cs D Dz Dzs E, É F G Gy H I, Í J K L Ly M N Ny O, Ó Ö, Ő P Q R S Sz T Ty U, Ú Ü, Ű V W X Y Z Zs |

## A, Á
- Abay Nemes Oszkár (1913–1959)
- Ács Ilona (1920–1976)

## B
- Bakó Jenő (1921–2000)
- Balatoni Károly (1878–1945)
- Bartha Károly (1907–1991)
- Baronyi András (1892–1944)
- Bárány István (1907–1995)
- Barta István (1895–1948)
- Beleznai László (1891–1953)
- Bitskey Aladár (1905–1991)
- Bitskey Zoltán (1904–1988)
- Bíró Ágnes (1917-2008)
- Boros Katalin (*1941)
- Bozsi Mihály (1911–1984)
- Bohus Richárd (1993-)

## C
- Czene Attila (*1974)

## Cs
- Csabai Judit (*1973)
- Cseh László (*1985)
- Csik Ferenc (1913–1945)
- Csobánki Zsuzsa (1983–)
- Csordás György (1928–2000)
- Csuvik Oszkár (1925-2008)

## D
- Dara Eszter (*1990)
- Darnyi Tamás (*1967)
- Donáth Leó (1888–1941)
- Dobai Gyula (1937–2007)
- Dömötör Zoltán (1935–2019)

## E
- Egerszegi Krisztina (*1974)
- Erdélyi Éva (1943–1978)

## F
- Fábián Dezső (1918–1973)
- Frank Mária (1943–1992)

## G
- Gerendás György (*1954)
- Gräfl Ödön (1877–1972)
- Gróf Ödön (1915–1997)
- Gulrich József (1942–2000)
- Güttler Károly (*1968)

## Gy
- Gyarmati Andrea (*1954)
- Gyenge Valéria (*1933)
- Gyurta Dániel (*1989)
- Gyurta Gergely (*1991)

## H
- Hajós Alfréd (1878–1955)
- Hajós Henrik (1886–1963)
- Halassy Olivér (1909–1946)
- Halmay Zoltán (1881–1956)
- Hargitay András (*1956)
- Harsányi Vera (1919–1994)
- Hasznos István (1924–1998)
- Hazai Kálmán (1913–1996)
- Hevesi István (1931-2018)
- Hollósi Frigyes (1906–1979)
- Hosszú Katinka (*1989)

## J
- Jakabos Zsuzsanna (*1989)

## K
- Kanizsa Tivadar (1933–1975)
- Kapás Boglárka (*1993)
- Katona András (*1938)
- Katona József (1941-2016)
- Kenyery Alajos (1892–1955)
- Kettesi Gusztáv (1929-2003)
- Killermann Klára (1929-2012)
- Kis Gergő (*1988)
- Kiss Géza (1882–1952)
- Komjádi Béla (1892–1933)
- Konrád János (1941-2014)
- Kovács Ágnes (*1981)
- Kozma Dominik (*1991)
- Kádas Géza (1926–1979)

## L
- Lábodi Laura
- Las Torres Béla (1890–1915)
- Lengyel Árpád (1915–1993)
- Lenkei Magdolna (1916–2007)
- Littomeritzky Mária (1927-2017)

## M
- Madarász Csilla (*1943–2021)
- Makány Balázs (*1987)
- Mészáros Gábor (1962–)
- Milák Kristóf (2000–)
- Mitró György (1930–2010)
- Munk József (1890–?)
- Mutina Ágnes (*1988)

## N
- Novák Éva (1930–2005)
- Novák Ilona (*1925)

## Ny
- Nyéki Imre (1928–1995)

## O, Ó
- Olasz Anna (*1993)
- Orosz Andrea (1967)

## R
- Rajki Béla (1909–2000)
- Risztov Éva (*1985)
- Rózsa Norbert (*1972)

## S
- Soltész Ágota (*1949)

## Sz
- Szabó József (*1969)
- Szathmáry Elemér (1926–1971)
- Szekrényessy Kálmán (1847–1927)
- Szepesi Nikolett (*1987)
- Székely András (1909–1943)
- Székely Éva (*1927)
- Szőke Katalin (1935-2017)

## T
- Takács Krisztián (*1985)
- Tarródi Szigritz Géza (1907–1949)
- Temes Judit (1930-2013)
- Temesvári Anna (*1943)
- Tiszolczy Magda (1918-2010)
- Toldi Ödön (1893–1966)
- Tumpek György (*1929)

## U
- Utassy Sándor (1931–1979)

## V
- Vermes Albán (1957–2021)
- Verrasztó Zoltán (*1956)
- Verrasztó Evelyn (*1989)
- Verrasztó Dávid (*1988)
- Vinkler Péter (*1983)

## W
- Wanié András (1911–1976)
- Wannie Rezső
- Wladár Sándor (*1963)

## Z
- Zachár Imre (1890–1954)